# Campeonato Mundial de Esportes Aquáticos de 1973

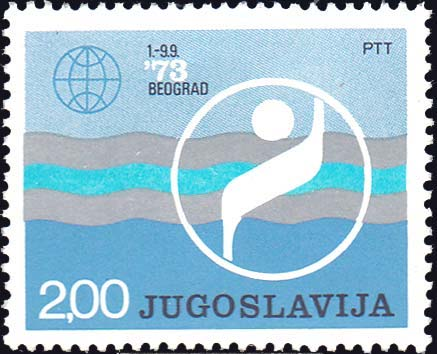

O Campeonato Mundial de Esportes Aquáticos de 1973 foi a primeira edição do Campeonato Mundial de Esportes Aquáticos. Foi realizado na cidade de Belgrado, Iugoslávia, de 31 de agosto a 9 de setembro.

## Esportes
- Nado Sincronizado
- Natação
- Pólo Aquático
- Saltos Ornamentais

## Quadro de Medalhas
| #  | País               | Gold. | Silver. | Bronze. | Total |
| -- | ------------------ | ----- | ------- | ------- | ----- |
| 1  | Estados Unidos     | 15    | 16      | 7       | 38    |
| 2  | Alemanha Oriental  | 13    | 6       | 9       | 28    |
| 3  | Itália             | 2     | 1       | 2       | 5     |
| 4  | Suécia             | 2     | 1       | 1       | 4     |
|    | Hungria            | 2     | 1       | 1       | 4     |
| 6  | Canadá             | 1     | 3       | 2       | 6     |
| 7  | Austrália          | 1     | 2       | 2       | 5     |
| 8  | Reino Unido        | 1     | 0       | 1       | 2     |
| 9  | União Soviética    | 0     | 4       | 1       | 5     |
| 10 | Países Baixos      | 0     | 1       | 1       | 2     |
| 11 | França             | 0     | 1       | 0       | 1     |
|    | Chéquia            | 0     | 1       | 0       | 1     |
| 13 | Japão              | 0     | 0       | 6       | 6     |
| 14 | Alemanha Ocidental | 0     | 0       | 3       | 3     |
| 15 | Iugoslávia         | 0     | 0       | 1       | 1     |

## Resultados

### Natação
Masculino
| Evento          | Ouro                                                                   | Prata                                                                           | Bronze                                                                     |
| 100 m Livre     | Jim Montgomery Estados Unidos                                          | Michel Rousseau França                                                          | Michael Wenden Austrália                                                   |
| 200 m Livre     | Jim Montgomery Estados Unidos                                          | Kurt Krumpholz Estados Unidos                                                   | Roger Pyttel Alemanha Oriental                                             |
| 400 m Livre     | Rick DeMont Estados Unidos                                             | Brad Cooper Austrália                                                           | Bengt Gingsjö Suécia                                                       |
| 1500 m Livre    | Stephen Holland Austrália                                              | Rick DeMont Estados Unidos                                                      | Brad Cooper Austrália                                                      |
| 100 m Costas    | Roland Matthes Alemanha Oriental                                       | Mike Stamm Estados Unidos                                                       | Lutz Wanja Alemanha Oriental                                               |
| 200 m Costas    | Roland Matthes Alemanha Oriental                                       | Zoltán Verrasztó Hungria                                                        | John Naber Estados Unidos                                                  |
| 100 m Peito     | John Hencken Estados Unidos                                            | Mikhail Kryukin União Soviética                                                 | Nobutaka Taguchi Japão                                                     |
| 200 m Peito     | David Wilkie Reino Unido                                               | John Hencken Estados Unidos                                                     | Nobutaka Taguchi Japão                                                     |
| 100 m Borboleta | Bruce Robertson Canadá                                                 | Joe Bottom Estados Unidos                                                       | Robin Backhaus Estados Unidos                                              |
| 200 m Borboleta | Robin Backhaus Estados Unidos                                          | Steven Gregg Estados Unidos                                                     | Hartmut Flöckner Alemanha Oriental                                         |
| 200 m Medley    | Gunnar Larsson Suécia                                                  | Stan Carper Estados Unidos                                                      | David Wilkie Reino Unido                                                   |
| 400 m Medley    | András Hargitay Hungria                                                | Rod Strachan Estados Unidos                                                     | Rick Colella Estados Unidos                                                |
| 4x100 m Livre   | Estados Unidos Mel Nash Joe Bottom Jim Montgomery John Murphy          | União Soviética Igor Grivennikov Viktor Aboymov Vladimir Krivtsov Vladimir Bure | Alemanha Oriental Roland Matthes Roger Pyttel Peter Bruch Hartmut Flöckner |
| 4x200 m Livre   | Estados Unidos Kurt Krumpholz Robin Backhaus Rick Klatt Jim Montgomery | Austrália John Kulasalu Stephen Badger Brad Cooper Michael Wenden               | Alemanha Ocidental Klaus Steinbach Werner Lampe Peter Nocke Folkert Meeuw  |
| 4x100 m Medley  | Estados Unidos Jim Montgomery Mike Stamm John Hencken Joe Bottom       | Alemanha Oriental Roland Matthes Jürgen Glas Hartmut Flöckner Roger Pyttel      | Canadá Ian MacKenzie Peter Hrdlitschka Bruce Robertson Brian Phillips      |

Feminino
| Evento          | Ouro                                                                          | Prata                                                                        | Bronze                                                                             |
| 100 m Livre     | Kornelia Ender Alemanha Oriental                                              | Shirley Babashoff Estados Unidos                                             | Enith Brigitha Holanda                                                             |
| 200 m Livre     | Keena Rothhammer Estados Unidos                                               | Shirley Babashoff Estados Unidos                                             | Andrea Eife Alemanha Oriental                                                      |
| 400 m Livre     | Heather Greenwood Estados Unidos                                              | Keena Rothhammer Estados Unidos                                              | Novella Calligaris Itália                                                          |
| 800 m Livre     | Novella Calligaris Itália                                                     | Jo Harshbarger Estados Unidos                                                | Gudrun Wegner Alemanha Oriental                                                    |
| 100 m Costas    | Ulrike Richter Alemanha Oriental                                              | Melissa Belote Estados Unidos                                                | Wendy Cook Canadá                                                                  |
| 200 m Costas    | Melissa Belote Estados Unidos                                                 | Enith Brigitha Holanda                                                       | Andrea Gyarmati Hungria                                                            |
| 100 m Peito     | Renate Vogel Alemanha Oriental                                                | Lyubov Rusanova União Soviética                                              | Brigitte Schuchardt Alemanha Oriental                                              |
| 200 m Peito     | Renate Vogel Alemanha Oriental                                                | Hannelore Anke Alemanha Oriental                                             | Lynn Colella Estados Unidos                                                        |
| 100 m Borboleta | Kornelia Ender Alemanha Oriental                                              | Rosemarie Kother Alemanha Oriental                                           | Mayumi Aoki Japão                                                                  |
| 200 m Borboleta | Rosemarie Kother Alemanha Oriental                                            | Roswitha Beier Alemanha Oriental                                             | Lynn Colella Estados Unidos                                                        |
| 200 m Medley    | Andrea Hübner Alemanha Oriental                                               | Kornelia Ender Alemanha Oriental                                             | Kathy Heddy Estados Unidos                                                         |
| 400 m Medley    | Gudrun Wegner Alemanha Oriental                                               | Angela Franke Alemanha Oriental                                              | Novella Calligaris Itália                                                          |
| 4x100 m Livre   | Alemanha Oriental Kornelia Ender Andrea Eife Andrea Hübner Sylvia Eichner     | Estados Unidos Kim Peyton Kathy Heddy Heather Greenwood Shirley Babashoff    | Alemanha Ocidental Jutta Weber Heidemarie Reineck Gudrun Beckmann Angela Steinbach |
| 4x100 m Medley  | Alemanha Oriental Ulrike Richter Renate Vogel Rosemarie Kother Kornelia Ender | Estados Unidos Melissa Belote Marcia Morey Deena Deardurff Shirley Babashoff | Alemanha Ocidental Angelika Grieser Petra Nows Gudrun Beckmann Jutta Weber         |

### Nado Sincronizado
| Evento  | Ouro | Prata | Bronze                                                                 |
| Solo    | Teresa Andersen Estados Unidos                                                                                                  | Jojo Carrier Canadá | Junko Hasumi Japão                                                     |
| Dueto   | Estados Unidos Teresa Andersen Gail Johnson                                                                                     | Canadá Jojo Carrier Madeleine Ramsay                                                                                       | Japão Masako Fujiwara Yasuko Fujiwara                                  |
| Equipes | Estados Unidos Teresa Anderson Susan Barros Robin Curren Jackie Douglas Gail Johnson Dance Moore Amanda Norrish Suzanne Randell | Canadá Michelle Calkins Frances Hambrook Debbie Humphrey Lorraine Nicholl Gail Page Carol Stuart Susan Thomas Laura Wilkin | Japão Masako Fujiwara Yasuko Fujiwara Junko Hasumi Yasuko Unesaki ---- |

### Saltos Ornamentais
| Evento                 | Ouro                             | Prata                           | Bronze                           |
| Trampolim 3m Masculino | Phil Boggs Estados Unidos        | Klaus Dibiasi Itália            | Keith Russell Estados Unidos     |
| Trampolim 3m Feminino  | Christa Köhler Alemanha Oriental | Ulrika Knape Suécia             | Marina Janicke Alemanha Oriental |
| Plataforma Masculino   | Klaus Dibiasi Itália             | Keith Russell Estados Unidos    | Falk Hoffmann Alemanha Oriental  |
| Plataforma Feminino    | Ulrika Knape Suécia              | Milena Duchková Tchecoslováquia | Irina Kalynina União Soviética   |

### Pólo Aquático
| Evento    | Ouro    | Prata           | Bronze     |
| Masculino | Hungria | União Soviética | Iugoslávia |